# Canzone proibita
Canzone proibita è un film italiano del 1957 diretto da Flavio Calzavara.

## Produzione
La pellicola rientra nel filone melodrammatico-sentimentale, comunemente detto strappalacrime (poi ribattezzato dalla critica con il termine neorealismo d'appendice), molto in voga tra il pubblico italiano in quegli anni.

### Luoghi delle riprese
La veduta panoramica dell'immaginario comune di Sant'Orséolo è in realtà Mandela, poco distante da Roma; la scena del matrimonio tra Roberto e Bianca è stata girata nella chiesa di Sant'Eulalia a Borso del Grappa, in provincia di Treviso.

## Colonna sonora
- M'ha scritto il primo amore, di Astro Mari-Catalano, eseguita da Claudio Villa
- Primo amore, di Carlo Buti, eseguita da Claudio Villa
- I' te vurria vasà, di Vincenzo Russo ed Eduardo Di Capua, eseguita da Claudio Villa
- Perdonami, di Riccardo Morbelli e Ovidio Sarra, eseguita da Claudio Villa
- Bella affacciati, di Astro Mari, Armando Ciervo e Luigi Zito, eseguita da Claudio Villa
- Silenzio notturno, di Astro Mari, eseguita da Claudio Villa
- L'hai voluto tu, di R. Tassi e Ovidio Sarra, eseguita da Claudio Villa
- Ave Maria, di Franz Schubert, eseguita da Claudio Villa e il coro di voci bianche di Renata Cortiglioni

## Distribuzione
Il film venne distribuito nel circuito cinematografico italiano il 13 luglio del 1957.

## Accoglienza
La pellicola registrò un buon risultato di pubblico, risultando il 38º maggior incasso della stagione cinematografica 1956-1957.